# Johann Franz d’Escars du Peyrusse

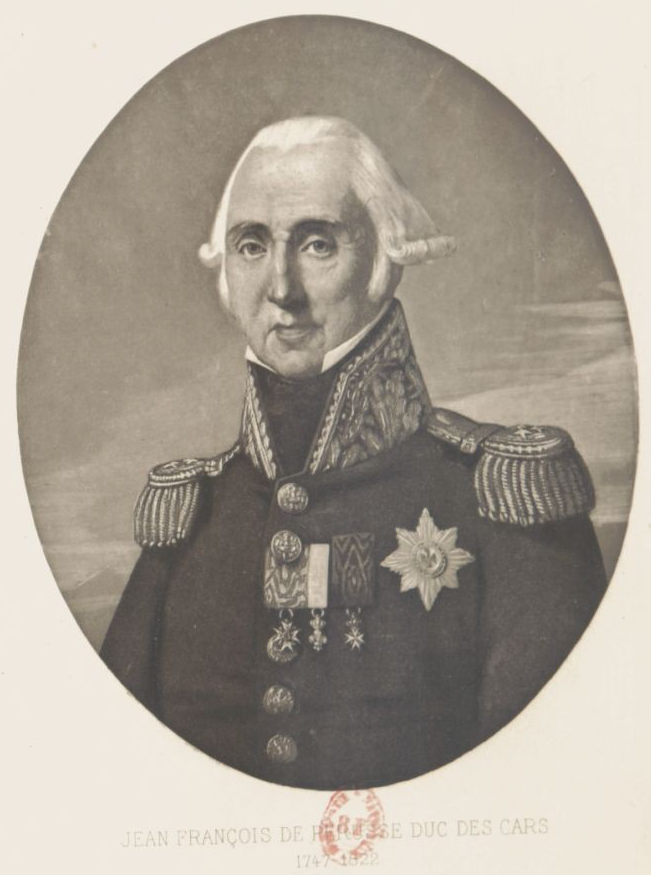
Johann Franz d’Escars du Peyrusse (1747–1822)

Johann Franz Graf d’Escars du Peyrusse (* 15. November 1747 in Paris; † 9. September 1822 ebenda) war ein preußischer Generalmajor und später französischer Lieutenant-général sowie Oberhofmarschall des französischen Königs Ludwig XVIII.

## Leben

### Herkunft
Sein Vater war der Graf Jean d’Escars, maitre d’hotel en Survivance aupres de la cour de Louis XVI.

### Militärlaufbahn
Er wurde 1760 in den Malteserorden aufgenommen und ging 1764 zu französischen Marine. Aber 1766 wurde er dann Sous-lieutenant in der Armee des Königs. 1770 stieg er zum Hauptmann auf und 1774 war er bereits Oberst im Régiment d’Artois dragons. Am 9. März 1783 wurde er Maréchal de camp. Es kam 1789 zur Französischen Revolution und 1790 verließ er mit den Grafen d’Artois zu dessen Hofstaat er gehörte. Er ging zu diplomatischen Missionen nach Berlin, Wien und Stockholm. Am 5. Mai 1793 wurde er vom preußischen König zum Generalmajor der Kavallerie und Titularoffizier der Armee ernannt.
Am 18. Mai 1799 erhielt er Urlaub und ging nach Baden bei Wien. 1805 kehrte er nach Frankreich zurück, doch unter Napoleon hatte er keinen leichten Stand. Nach der Rückkehr von Ludwig XVIII. im Jahr 1814 auf den französischen Thron wurde er zu dessen Oberhofmarschall ernannt. 1815 ernannt ihn der König zum Generalleutnant, Herzog d’Escars und premier maitre d’hotel du roi Louis XVIII. Er starb am 9. September 1822 in Paris und wurde am 12. September 1822 beigesetzt.

### Familie
Er heiratete am 5. Mai 1783 Pauline de Laborde (1767–1792), Tochter des Bankiers Jean-Joseph de Laborde. Seine zweite Frau wurde am 21. Januar 1798 in Berlin Rosalie Maire Therese de Rancher, verwitwete Marquise von Nadailar (1761–1842).